# Lelêu
Claudionor Souza de Jesus (5 de marzo de 1993) es un futbolista brasileño que juega como centrocampista en el Cametá S. C. del Campeonato Paraense.

## Trayectoria

### Clubes
| Club                     | País   | Año       |
| ------------------------ | ------ | --------- |
| Atlético Mineiro         | Brasil | 2011-2018 |
| Paysandu S. C. (cedido)  | Brasil | 2012      |
| Náutico (cedido)         | Brasil | 2014      |
| Paysandu S. C. (cedido)  | Brasil | 2015      |
| Madureira E. C. (cedido) | Brasil | 2015      |
| Boa E. C. (cedido)       | Brasil | 2016      |
| Boa E. C. (cedido)       | Brasil | 2017      |
| Shonan Bellmare          | Japón  | 2019-2020 |
| Mito HollyHock (cedido)  | Japón  | 2019      |
| FC Gifu                  | Japón  | 2020-2021 |
| Icasa                    | Brasil | 2022      |
| Atlético Catarinense     | Brasil | 2023      |
| Castanhal E. C.          | Brasil | 2024      |
| Cametá S. C.             | Brasil | 2025-     |